# Théodore Michelot

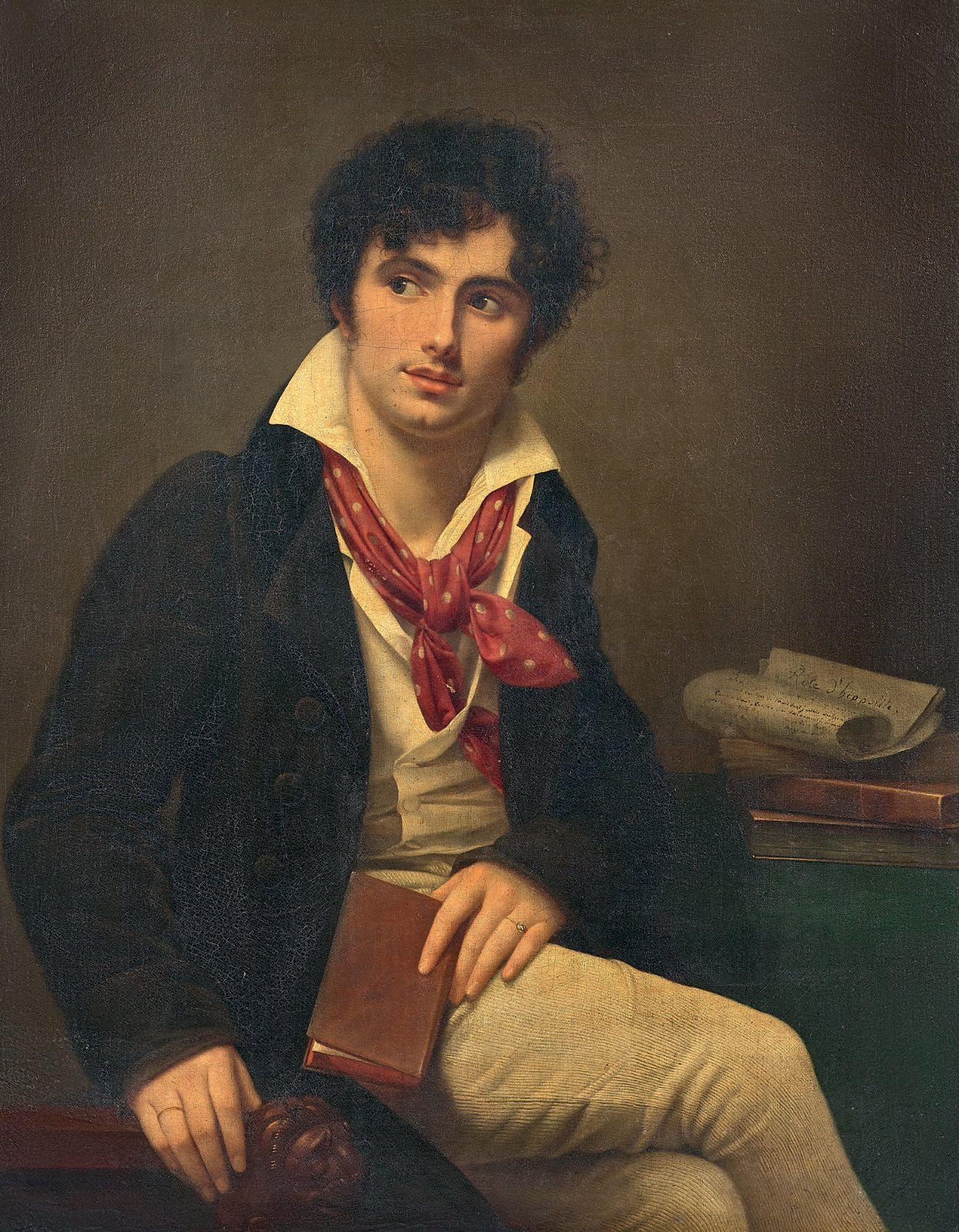
Porträt Michelots von Adèle Romany

Pierre-Marie-Nicolas Michelot, bekannt als Théodore Michelot (* 7. Juni 1786 in Paris; † 18. Dezember 1856 in Passy), war ein französischer Schauspieler.

## Leben
Der Vater Michelots war Übersetzer, der ihn auch dahingehend ausbildete. Jedoch zog es Théodore an die Bühne und er konnte im Jahr 1805 in Versailles in der Rolle des Britannicus debütieren. Noch im selben Jahr debütierte Michelot an der Comédie-Française. Aufgrund seiner Jugend, er war 19 Jahre alt, wurde er im Internat der Comédie untergebracht. Besetzt wurde er vor allem in Komödien, konnte dort überzeugen und wurde im Jahr 1808 in die Société de la Comédie-Française aufgenommen.
Trotz der vielen Hauptrollen, die er maßgeblich prägte, konnte er auf der Bühne das Publikum nie ganz mitreißen und sein Mitwirken an der Schlacht um Hernani, in der Rolle des Don Carlos, besiegelten das Ende seiner Karriere. Er hatte bereits 1829 die Bitte geäußert, den Bühnenabschied nehmen zu dürfen, welcher aber erst nach dem genannten Skandal stattgegeben wurde, und er 1831 in den Ruhestand gehen durfte. Er konnte dabei auf 105 Inszenierungen zurückblicken, in denen er meist eine Hauptrolle innehatte.
Im Jahr 1835 wurde er Lehrer für Deklamation lyrischer Texte am Pariser Konservatorium. Er interessierte sich intensiv für die Vermittlung von Diktion, forschte auf dem Gebiet der Sprachtherapie und kümmerte sich darum, Aussprachefehler und Akzente zu korrigieren. Diesen Posten hatte er bis ins Jahr 1851 inne.
Im Zuge der Februarrevolution 1848 betätigte sich Michelot auch politisch und wollte einen Klub für republikanische, dramatische Künstler gründen, was jedoch misslang. Außerdem war Michelot Organisator der seinerzeit bekannten Privataufführungen im Hôtel de Castellane.

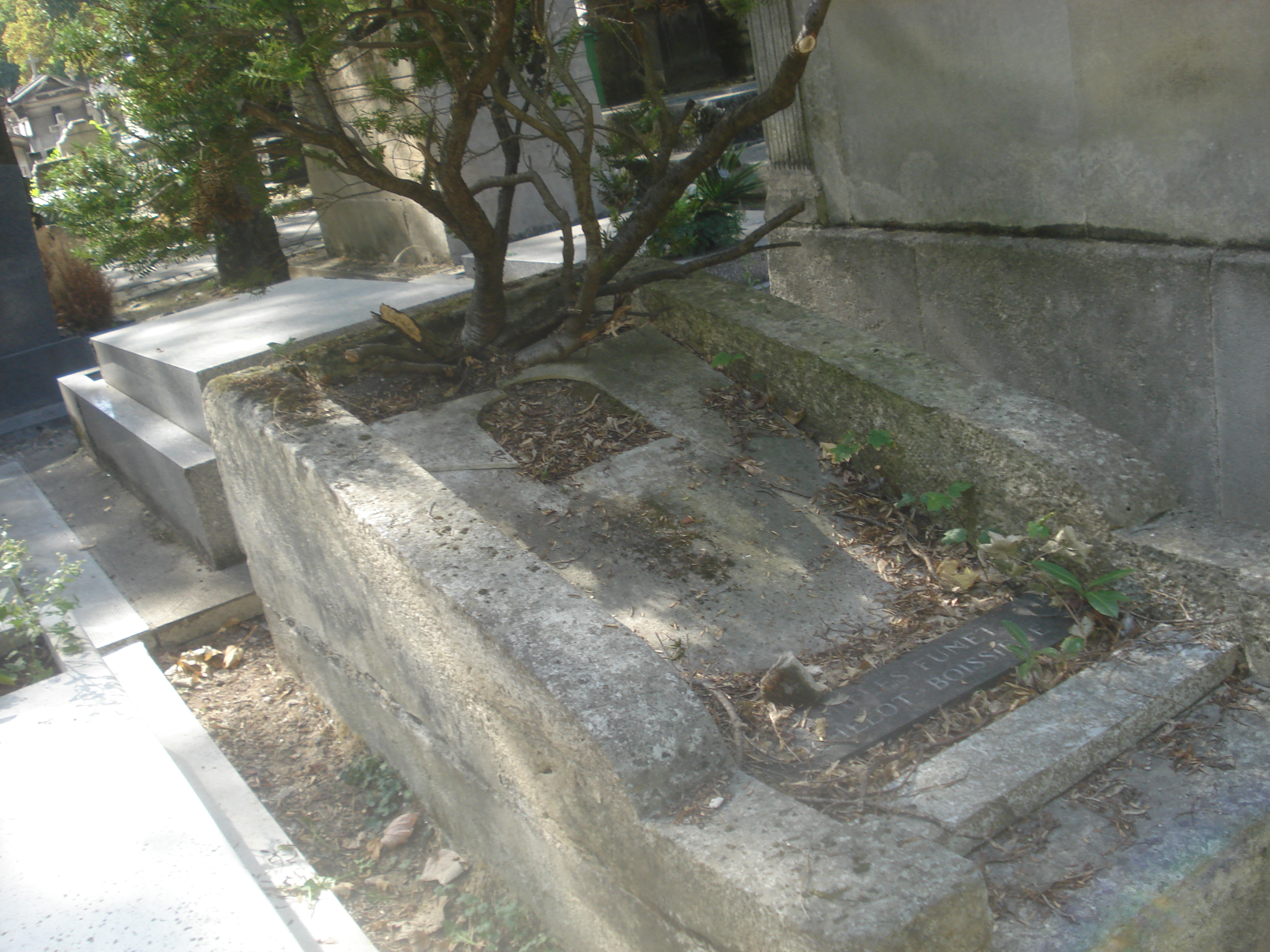
Grabstelle auf dem Cimetière de Montmartre

## Privates
Verheiratet war Michelot mit einer Kollegin, Jenny Boissière (1793–1839), für die im Zeitraum von 1809 bis 1817 Pensionszahlungen der Comédie nachweisbar sind, aber über die sonst nur bekannt ist, dass sie in derselben Grabstelle, auf dem Cimetière de Montmartre, beigesetzt ist. In dieser Grabstelle ist auch die Tochter Michelots, Jenny Fumet, beigesetzt. Diese wurde von ihrem Vater mit Charles Fourier bekannt gemacht und sollte in der Folge in dessen Bewegung, den Phalanstères, eine gewichtige Rolle einnehmen.